# 田辺郵便局
田辺郵便局（たなべゆうびんきょく）は和歌山県田辺市にある郵便局。民営化前の分類では集配普通郵便局であった。

## 概要
住所：〒646-8799 和歌山県田辺市中屋敷町1-9

### 分室
- 気佐藤分室 (47003A) [1] - 住所：〒645-0011 和歌山県日高郡みなべ町気佐藤173-2
  - 「645-00xx」区域（日高郡みなべ町内の一部地域）のゆうパックの集配業務を行う。

過去に存在した分室は以下のとおり。
- 保険分室 - 1950年（昭和25年）に廃止された。

## 沿革
- 1872年（明治5年）3月15日 - 田辺郵便取扱所として開設[2]。
- 1873年（明治6年）3月 - 田辺郵便役所となる[2]。
- 1875年（明治8年）1月1日 - 田辺郵便局（四等）となる[2]。
- 1879年（明治12年） - 為替取扱を開始[2]。
- 1880年（明治13年） - 貯金取扱を開始[2]。
- 1889年（明治22年）8月1日 - 田辺郵便電信局となる[3]。
- 1903年（明治36年）4月1日 - 通信官署官制の施行に伴い田辺郵便局となる[4]。
- 1910年（明治43年）2月11日 - 電話交換業務及び電話通話事務を開始[5]。
- 1924年（大正13年）4月1日 - 等級を三等から二等に改定[6]。
- 1946年（昭和21年）11月1日 - 保険分室を設置[7]。
- 1950年（昭和25年）8月5日 - 保険分室を廃止[8]。
- 1956年（昭和31年）11月10日 - 電話通話および和文電報受付事務の取扱を開始。
- 1972年（昭和47年）6月 - 局舎新築。
- 1991年（平成3年）10月1日 - 外国通貨の両替および旅行小切手の売買に関する業務取扱を開始。
- 2006年（平成18年）9月19日 - 上芳養郵便局および三栖郵便局からそれぞれ「646-01xx」「646-02xx」区域の集配業務を移管[9]。
- 2007年（平成19年）10月1日 - 民営化に伴い、併設された郵便事業田辺支店に一部業務を移管。
- 2012年（平成24年）10月1日 - 日本郵便株式会社発足に伴い、郵便事業田辺支店を田辺郵便局に統合。
- 2022年（令和4年）4月1日-かんぽサービス部を設置。

## 取扱内容
- 郵便、印紙、ゆうパック、内容証明
- 貯金、為替、振替、振込、国際送金、外貨両替・トラベラーズチェック、国債、投資信託
- 生命保険、バイク自賠責保険、自動車保険、変額年金保険、がん保険、引受条件緩和型医療保険
- ゆうちょ銀行ATM
- 「646-00xx」「646-01xx」「646-02xx」区域（旧田辺市全域）の集配業務
- ゆうゆう窓口

## 風景印
- 図案は武蔵坊弁慶像と天神崎。局名表示は「田辺」
- 使用開始日は1994年4月6日

## 周辺
- 南方熊楠顕彰館
- 田辺市文化交流センター「たなべる」 - 田辺市立図書館・田辺市立歴史民俗資料館
- 田辺市立田辺第一小学校

## アクセス
- JR紀勢本線 紀伊田辺駅から西へ約900m（徒歩約10分）
- 龍神バス、明光バス 銀座停留所下車
- 阪和自動車道 南紀田辺ICから南へ約2km
- 駐車場あり：9台